# Treponem Pal
Treponem Pal je francouzská industrialmetalová kapela založená roku 1986. Název vychází z pojmenování bakterie Treponema pallidum, původci syfilidy.

## Diskografie
Studiová alba
Zdroj:
- Treponem Pal (1989)
- Aggravation (1991)
- Excess & Overdrive (1993)
- Higher (1997)
- Weird Machine (2008)
- Survival Sounds (2012)